# 李继松
李继松（1941年—），河南杞县人，中国人民解放军将领、中国人民解放军中将。 
1997年，授予中国人民解放军中将，曾任南京军区副政治委员。